# Geoffroi Ier de Villehardouin
Geoffroi Ier de Villehardouin (version grecque : Ντζεφρές ou Τζεφρές ντέ Βιλαρτουή ; vers 1169 – vers 1228) est un noble français originaire du comté de Champagne qui prit part à la quatrième croisade mais ne participa pas à la prise de Constantinople,,,. Avec Guillaume de Champlitte, il partit à la conquête du Péloponnèse avec l'accord de Boniface de Montferrat, alors roi de Thessalonique. Après s’être vu confier le fief de Kalamata et plus tard le château de Kyparissia, il succéda à Guillaume de Champlitte comme prince d’Achaïe (1209/1210 - vers 1228).
Sous son règne, la principauté d’Achaïe devint un État vassal de l’Empire latin de Constantinople. Il réussit à étendre les frontières de sa principauté à l’ensemble du Péloponnèse qu’il divisa suivant le système féodal d’Europe occidentale en douze baronnies. Si ses relations avec les seigneurs locaux furent bonnes, celles qu’il entretint avec l’Église d’Achaïe furent longtemps tendues.

## Origine et départ pour la croisade
Geoffroi était le fils ainé de Jean de Villehardouin et de son épouse, Céline de Briel. Sa date de naissance est inconnue mais remonterait au plus tard à la période 1170-1175. Il épousa une certaine Élisabeth que l’on identifie traditionnellement à Élisabeth de Chappes, identification que rejettent certains.
Il prit la croix lors du Tournoi d'Écry, à la fin novembre 1199 en compagnie de son oncle, également prénommé Geoffroi qui devait être le principal chroniqueur de la Quatrième Croisade. Ayant quitté la France tard, il décida avec son suzerain, Henri d’Arzillières, de se rendre directement en Palestine. Il ne participa donc pas à la prise de Constantinople par les croisés.
Ayant appris la capture de Constantinople à l’été 1204, il décida de continuer le voyage par mer,, mais des vents défavorables le firent toutefois dévier vers l’ouest et il toucha terre à Modon (maintenant Méthone) à la pointe sud-ouest du Péloponnèse où il dut passer l’hiver,,.

## Conquête du Péloponnèse

Le Péloponnèse à l'époque de Geoffroi de Villehardouin.

À Modon, il rencontra un archonte (seigneur) grec dont le nom n’est pas connu qui cherchait à étendre ses domaines et avec qui il entreprit de conquérir une bonne partie du Péloponnèse,. Toutefois, cet archonte mourut peu après et le fils de celui-ci, sans doute peu favorable aux Latins et peu désireux de partager les conquêtes, refusa de renouveler l’alliance. Il traversa alors le Péloponnèse pour rejoindre l’armée de Boniface de Montferrat (1204-1207) qui assiégeait Nauplie (aujourd’hui Nafplion), et y retrouva son ami, Guillaume de Champlitte. Boniface, maintenant roi de Thessalonique, aurait volontiers retenu ses services, mais Geoffroi décida plutôt de continuer la conquête du Péloponnèse avec Guillaume, ce à quoi Boniface consentit, Guillaume devenant son vassal pour les territoires conquis et Geoffroi, le vassal de Guillaume,.
Les deux associés partirent en campagne au printemps 1205 avec une centaine de chevaliers et 400 hommes de troupe,. Ils prirent d’assaut Patras, puis longeant la côte se dirigèrent vers le sud à travers l’Élide où la capitale non fortifiée, Andravida, se rendit sans combattre. Ils ne rencontrèrent de résistance qu’en Messénie (Kyparissia). L’opposition était conduite par des seigneurs grecs locaux d’Arcadie et de Laconie, en particulier la famille des Chamaretos alliée au clan slave des Melingoi. À ceux-ci se joignirent les troupes d’un certain Michel en qui plusieurs historiens ont vu Michel Ier Comnène Doukas (1204-1215), lequel avait entrepris de créer sa propre principauté en Épire. Michel s’avança dans le Péloponnèse avec 5 000 hommes mais son armée fut anéantie lors de la bataille de l’oliveraie de Kountouras au nord-est de Messène. Les deux armées de Geoffroi et de Guillaume purent alors avancer vers l’intérieur du pays qu’elles conquirent presque entièrement, à l’exception de Monembasía (Monemvasie), des régions slaves du Taygète et de la péninsule du Magne.

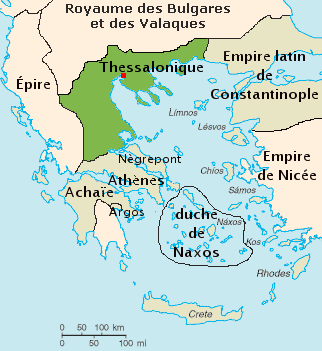
Le royaume de Thessalonique sous Boniface de Montferrat.

Guillaume de Champlitte devint ainsi maitre du Péloponnèse sous la suzeraineté du roi de Thessalonique et prit le titre de prince d’Achaïe (1205-1209), du nom de la première région conquise,. Geoffroi, pour sa part, reçut du nouveau prince le fief de Kalamata et le district environnant. C'était sans compter le fait que lors du partage de l’empire byzantin entre les croisés et les Vénitiens, ceux-ci s’étaient vu octroyer l’Épire, l’Acarnanie, l’Étolie et le Péloponnèse. S’ils avaient renoncé à exercer une souveraineté directe sur l’intérieur des terres, les Vénitiens s'étaient hâté de prendre possession de Dyrrachium, de Raguse, sur la côte adriatique, ainsi que des diverses iles et ports qui assuraient la sécurité de leurs communications maritimes. C’est ainsi qu’ils dépêchèrent une flotte qui reprit Modon et Coron (Koroni) en 1206,,. Geoffroi n’éleva pas de protestation, estimant sans doute qu’il pouvait tirer des avantages commerciaux à la présence vénitienne dans la région; de plus Guillaume de Champlitte compensa cette perte en ajoutant le château d’Arkadia (Kyparissa) à son fief. En 1207, Geoffroi se sentant maitre de la situation fit venir son épouse et son fils de France. L’année suivante, un deuxième fils naquit à Kalamata, qui fut prénommé Guillaume.

## Règne de Geoffroi en Achaïe
En 1208, Guillaume Ier d’Achaïe quitta le territoire pour la France afin d’y réclamer l’héritage que son frère lui avait laissé,. Il nomma son neveu, Hugues de Champlitte, comme intendant (bailli) en son absence. Toutefois, Guillaume devait mourir en Apulie au cours du voyage qui le ramenait en France, et Hugues décéda également peu après. Un nouveau bailli était nécessaire ; l’assemblée des barons de Morée, considérant que Geoffroi non seulement détenait le fief le plus important, mais avait été l’âme dirigeante de la conquête le nomma à ce poste,.
La Chronique de Morée date son avènement comme prince d’Achaïe de quelques mois plus tard. Selon ce que d’aucuns considèrent comme pure légende, un neveu du nom de Robert aurait revendiqué l’héritage de Guillaume. En fonction du droit en vigueur, il disposait d’une année et un jour pour se rendre dans le Péloponnèse revendiquer son héritage. Toutes sortes de mesures dilatoires furent utilisées pour empêcher celui-ci d’atteindre le Péloponnèse et, une fois, qu’il y fut rendu, Geoffroi accompagné de ses principaux barons se déplaça sans arrêt jusqu’à ce que le délai fût écoulé. Geoffroi tint alors une assemblée qui décida que l’héritier ne s’étant pas présenté dans les délais accordés, Geoffroi devait être déclaré prince héréditaire d’Achaïe,.
Devenu prince d’Achaïe, Geoffroi s’employa à agrandir ses possessions. Il se dirigea d’abord vers Veligosti, puis Nikli qui lui ouvrait la vallée de Sparte. La ville de Sparte (Lacédémone – La Crémonie pour les Francs) était bien fortifiée, mais Léon Chamaretos sachant que personne ne viendrait à son aide se rendit après cinq jours de siège. Geoffroi fut tellement séduit par la beauté de l’endroit qu’il y fit construire un château sur les bords de l’Eurotas qui devint sa résidence officielle, Andravida demeurant la capitale administrative du fief. Quant aux tribus qui habitaient les montagnes avoisinantes (les Mélinges dans le Taygète, les Tzakones du Parnon et les Maniotes au sud), elles furent déclarées être sous la suzeraineté nominale du prince, bien que personne n’osât s’aventurer dans la région sans une puissante garde.
En mai 1209, Geoffroi se rendit au parlement convoqué par l’empereur latin Henri Ier à Ravennika (Thessalie) pour recevoir l’hommage des anciens vassaux de Boniface de Montferrat, tué au cours d’un engagement avec les Bulgares,. Non seulement l’empereur confirma-t-il Geoffroi en sa qualité de prince d’Achaïe ce qui faisait de lui un vassal direct de l’empereur, mais il fit également de lui le sénéchal de l’empire latin,.
À Ravennika, Geoffroi rencontra un vieil ami, Othon Ier, maintenant duc d’Athènes (1204-1205), qui l’aida à s’emparer de la forteresse de l’Acrocorinthe où Léon Sgouros, d’abord, Théodore Comnène Doukas, le frère de Michel Ier d’Épire ensuite, avaient résisté aux attaques des croisés,. En 1211, Nauplie s’était déjà rendue et, au début 1212, ce fut le tour de la forteresse d’Argos où Théodore Comnène Doukas avait entreposé le trésor de l’Église de Corinthe. Lorsque Albertino et Rolandino de Canossa eurent quitté Thèbes, ce fief fut également divisé à parts égales entre Geoffroi Ier et le duc d’Athènes.
Déjà en juin 1209, Geoffroi avait conclu un traité avec Venise en fonction duquel il reconnaissait la possession par les Vénitiens de Modon et de Coron, ainsi que de la pointe sud-ouest du Péloponnèse; il se reconnaissait vassal de la Sérénissime pour l’ensemble du Péloponnèse « sans préjudice à l’hommage qu’il devait à son seigneur, l’empereur de Romanie ». En plus de concéder le droit de libre commerce sur tout son territoire, il acceptait d’envoyer chaque année à Venise trois robes de soie, l’une pour le doge, les deux autres pour Saint-Marc. Enfin, il promettait qu’en cas de conquête complète de la Laconie, un quart du territoire reviendrait à Venise, clause qui ne fut jamais honorée.

## Organisation de la principauté
La conquête du Péloponnèse étant pratiquement terminée, Geoffroi s’employa à en assurer l’administration, calquant celle-ci sur le modèle féodal utilisé en Europe occidentale. À cette fin, il envoya d’abord des messagers en France, principalement en Champagne, pour inviter de jeunes chevaliers à prendre charge des fiefs nouvellement créés ou des fiefs existant mais dont les détenteurs étaient retournés dans leurs foyers.
Le Péloponnèse fut ainsi divisé en douze fiefs principaux dont deux, Kalamata et Arkadia (Kyparissia) demeuraient l’apanage du prince,. Le fait que le prince soit vassal à la fois de l’empereur latin de Constantinople et de Venise ne l’empêchait aucunement de diriger la province de façon autonome : à titre de commandant-en-chef de l’armée, il pouvait ordonner à ses barons de se joindre à lui lors de ses campagnes militaires; il pouvait interdire à ceux-ci de quitter le pays; il pouvait réallouer les fiefs devenant vacants et autoriser le mariage des héritières.
En réalité toutefois, ses pouvoirs étaient limités par la Haute Cour de la principauté. Celle-ci était composée des dix barons détenant les principaux fiefs du pays, de l’archevêque latin de Patras, des six évêques qui lui étaient subordonnés et les chefs des trois grands ordres militaires présents dans le pays : les Templiers, les Hospitaliers et les Teutoniques. Chacune des grandes baronnies était à son tour divisée en seigneuries, généralement détenues dès avant la conquête par des archontes grecs. Les relations entre les seigneurs et les grands barons étaient les mêmes qu’entre ces derniers et le prince, à l'exception que ceux-ci ne pouvaient ériger de châteaux sur leur territoire qu’avec la permission du prince ou du baron dont ils étaient vassaux.
Le prince ne pouvait punir un vassal désobéissant à ses ordres sans la permission de la Cour et, bien qu’il présidât celle-ci, il pouvait être convoqué devant elle. Et s’il était responsable de l’administration générale de la principauté, les grandes décisions politiques, notamment en matière de politique étrangère, devaient recevoir l’assentiment de la Haute Cour.

## Difficultés entre le prince et l’Église
Si les relations entre le prince et ses vassaux grecs furent généralement excellentes, il n’en alla pas de même de ses relations avec l’Église. Au moment de la conquête, le clergé latin qui accompagnait les chevaliers francs était déterminé à remplacer la hiérarchie orthodoxe par une hiérarchie soumise à Rome. La hiérarchie orthodoxe fut maintenue mais les titulaires devaient accepter l’union de leurs églises à Rome et se voir placés sous l’autorité d’un supérieur ecclésiastique latin. Les évêques orthodoxes qui s’y refusèrent furent contraints à l’exil et leurs cathédrales passèrent aux mains des autorités latines de même que nombre de monastères et propriétés ecclésiastiques.
Mais ce ne furent pas des motifs religieux qui aigrirent les relations entre le prince et l’Église. Tant Geoffroi que d’autres barons exigèrent que le clergé paie la taxe sur les propriétés, survivance de l’empire byzantin afin d’assurer la défense de la principauté. Selon la Chronique de Morée, lorsque les églises refusèrent d’apporter leur part d’aide militaire, Geoffroi Ier saisit leurs propriétés et consacra les revenus qu’il en tirait à la construction du puissant château-fort de Clermont,. Bien plus, Geoffroi Ier fut accusé de traiter les prêtres comme des serfs parce que leur nombre s’était considérablement accru depuis que les évêques grecs s’étaient mis à conférer les ordres à des paysans pour leur permettre d’échapper aux charges frappant les serfs. Il en résulta un long conflit entre le prince et l’Église.
Dans un premier temps, le patriarche latin de Constantinople, Gervais, promulgua un décret d’excommunication à l’endroit de Geoffroi Ier qui frappait d’interdit l’Achaïe. Toutefois, à la demande de Geoffroi Ier le pape Honorius III (1216-1227) obligea le 11 février 1217 le patriarche à lever sa sentence. Le patriarche obéit à l’injonction mais se dépêcha de jeter un nouvel interdit sur la principauté d’Achaïe. Ce geste fut à nouveau qualifié d’abus de pouvoir par le pape.
Vers 1218, Geoffroi convoqua ses vassaux pour une campagne contre Monembasía. Le clergé, qui détenait alors près du tiers des fiefs, refusa de fournir des troupes, arguant qu’il détenait ces fiefs du pape et non du prince. Le cardinal Giovanni Colonna, légat papal qui voyageait dans le Péloponnèse, excommunia Geoffroi Ier. Cette fois, et à la demande du haut clergé local, le pape confirma l’excommunication de Geoffroi le 21 janvier 1219, le qualifiant d’ennemi de Dieu, “plus inhumain que le Pharaon”.
Le conflit devait durer cinq ans, jusqu’en 1223, lorsque Geoffroi Ier ou Geoffroi II décida de négocier et envoya l’un de ses chevaliers à Rome. Finalement, le 4 septembre 1223, le pape Honorius III confirma un accord intervenu entre le prince et l’Église d’Achaïe : en vertu de cet accord, Geoffroi retournerait les terres confisquées aux églises, mais conservait les trésors et les biens mobiliers de celles-ci en échange d’une indemnité annuelle ; le nombre de prêtres grecs pouvant jouir de l’immunité devenait proportionnel à l’importance numérique de la communauté de l’endroit.

## Décès
On ignore la date exacte de sa mort. Traditionnellement, les historiens la fixaient à 1218. Toutefois, Longnon proposait en 1946 celle de 1228 pour l'accession de son fils, Geoffroi II, puis plus récemment « entre septembre 1225 et avril 1227 », sans certitude. Il fut enterré dans l’église Saint-Jacques d’Andravida.